# Strikers 1945 II
Striker 1945 II est un jeu vidéo de type shoot 'em up développé et édité par Psikyo, sorti sur le système d'arcade Psikyo SH2 en 1997. Il a aussi été porté sur Saturn et PlayStation en 1998, uniquement au Japon. Le portage PlayStation est sorti en 2002 en Europe. Il est sorti sur PlayStation 2 dans la compilation 1945 I&II The Arcade Games. Il a été porté sur iOS et Android en 2014. On le retrouve sur Nintendo Switch dans la compilation Psikyo Shooting Stars Alpha et sur le Nintendo eShop.
Il fait suite à Strikers 1945.

## Accueil
- Nintendo Life : 9/10[1]